# 4ª Legione Cisalpina
La 4ª Legione Cisalpina fu un'unità militare della Repubblica Cisalpina, attiva tra il 1797 e il 1799.
La Repubblica Cisalpina fu proclamata il 29 giugno 1797, come unione della Repubblica Cispadana e della Repubblica Transpadana; il 4 agosto furono istituite le legioni cisalpine, dalla fusione delle truppe cispadane e transpadane. La 4ª Legione Cisalpina fu affidata al comando del Capo-legione Agostino Piella e fu strutturata su tre battaglioni:
- I/4ª, al comando di Ange-Pierre Moroni, formato dalla Coorte I cispadana (bolognese), dalla Coorte IV cispadana (ferrarese) e dalla Centuria Imolese (cispadana);
- II/4ª, al comando di Ferdinando Belfort, formato dalla Coorte V cispadana;
- III/4ª, al comando di Ippolito Guidetti, formato da nuove leve.

Al 18 febbraio 1798 la legione contava 1136 uomini; il 10 marzo si trovava a Vestone; il 12 aprile la Compagnia di Pesaro andava a formare la compagnia cacciatori del III/4ª; il 4 giugno la legione era a Bergamo. Il 6 settembre tutti e tre i battaglioni erano a Como, e la legione aveva 930 uomini.
Il 29 novembre l'esercito cisalpino fu riorganizzato su tre Mezze-brigate, la prima delle quali avrebbe dovuto includere la 4ª Legione Cisalpina (all'epoca forte di 918 uomini), insieme alla 1ª Legione Cisalpina e alla 7ª Legione Cisalpina; il 16 dicembre, in applicazione di una legge del 30 novembre, fu formata la 1ª Mezza Brigata leggera, che avrebbe incluso oltre alla 4ª anche la 5ª Legione Cisalpina e i Cacciatori Bresciani; la Mezza Brigata fu effettivamente formata il 22 marzo 1799, ponendo fine alla 4ª Legione Cisalpina.